# Madonna von Pötsch (Wien)

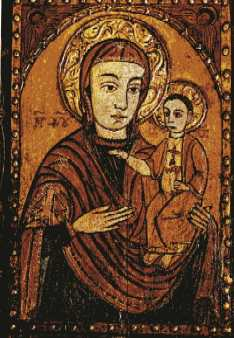
Das Originalgnadenbild der „Madonna von Pötsch“ in Wien

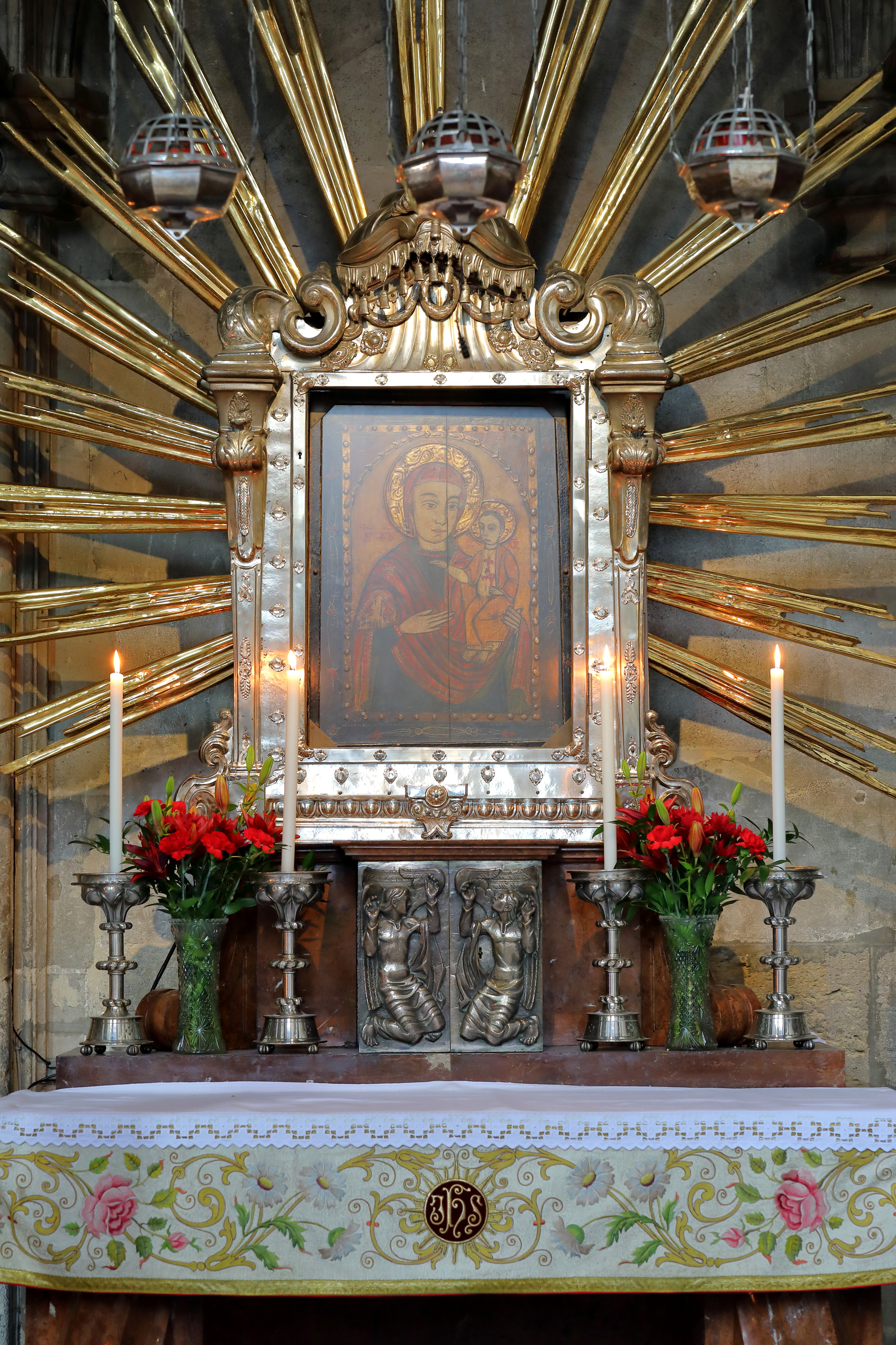
Altar mit dem Pötscher Gnadenbild zu St. Stephan in Wien

Die Madonna von Pötsch ist ein berühmtes und hochverehrtes Gnadenbild im Stephansdom zu Wien. Es ist das Original aller nach ihm gefertigten Darstellungen, das ursprünglich aus Pötsch (ungar. Máriapócs) in Ungarn stammt, wo nach seiner Übertragung in die Hauptstadt seither eine Kopie verehrt wird. Beide Bilder – das Wiener Original und die Kopie in Máriapócs – sind auch als „Weinende Madonnen“ bekannt, da sich laut Zeugenaussagen und kirchenamtlicher Untersuchung bei beiden Bildern ein Tränenfluss aus den Augen ereignet hat.

## Das Wiener Originalbild
Seit 1. Dezember 1697 befindet sich im Stephansdom – zunächst auf dem Hochaltar, ab 1945 auf einem eigenen Altar unter dem sogenannten Öchsel-Baldachin – das Gnadenbild der „Weinenden Madonna von Pötsch“. Es handelt sich um ein sehr einfaches, ikonenartiges Temperagemälde auf Holz, das ursprünglich kaum beachtet, 20 Jahre lang in der griechisch-katholischen Pfarrkirche in Pötsch (Máriapócs) hing, bis am 4. November 1696 aus den Augen des Marienbildnisses Tränen flossen, ein Vorgang, der sich wiederholte. Das Phänomen wurde durch Zeugenaussagen bestätigt, wozu auch österreichische Soldaten ohne katholischem Bekenntnis zählten. In Folge setzte starker Wallfahrtszuzug zu diesem Bild ein, sodass der zuständige Militärkommandant Graf Johann Andreas Corbelli, österreichischer Feldmarschalleutnant, sowie diverse kirchliche Würdenträger die Vorkommnisse untersuchen ließen.

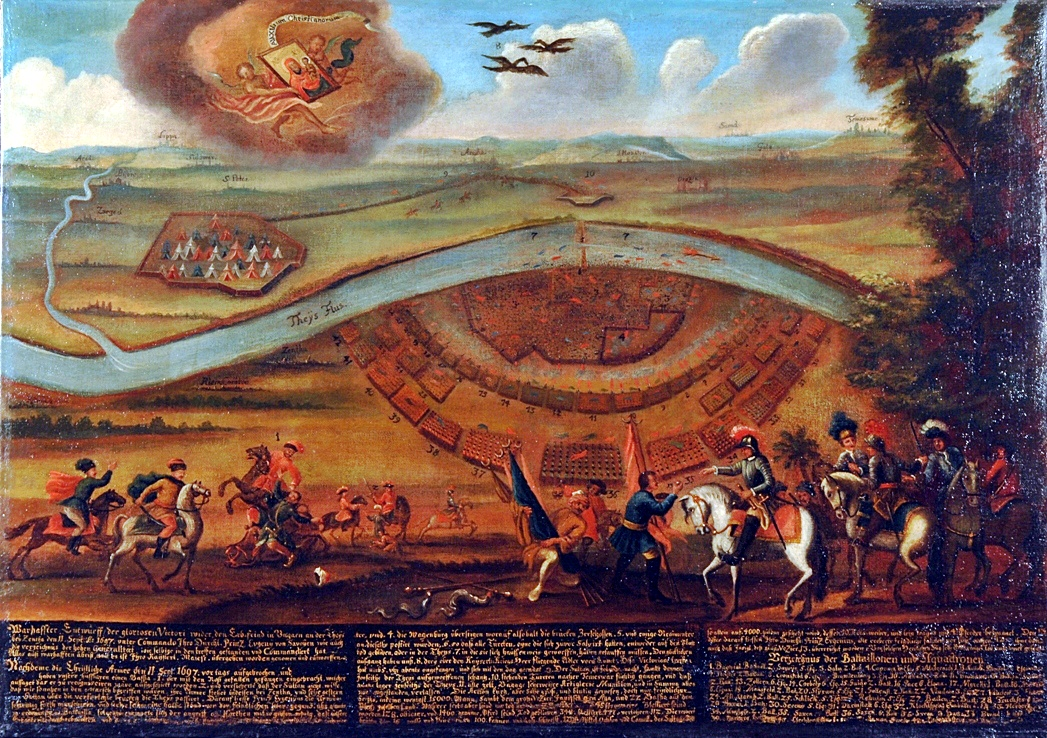
Schlacht bei Zenta, darüber die Madonna von Pötsch

Der Tränenfluss wurde durch eine bischöfliche Untersuchungskommission als übernatürlich erklärt und das Bild kam auf Wunsch von Kaiser Leopold I., unter Vermittlung des Grafen von Corbelli, nach Wien. Treibende Kräfte für die Übertragung des wundertätigen Gemäldes in die Reichshauptstadt waren Kaiserin Eleonore Magdalena, die fromme Tochter des Pfälzer Kurfürsten Philipp Wilhelm und der später seliggesprochene Kapuziner Marco d’Aviano. Die Kaiserin schmückte die auf den Hauptaltar des Stephansdoms transferierte Ikone mit einer diamantenen Rose und nannte sie „Rosa mystica“. Seither gehört das Gnadenbild zu den ganz besonderen Heiligtümern der Wiener Kathedrale und ist bis in die Gegenwart hochverehrt. Ihrer Fürbitte wurde u. a. der Sieg über die Türken bei Zenta, am 11. September 1697 zugeschrieben, eine Meinung die auch der bekannte Prediger Abraham a Sancta Clara vertrat. In der Sammlung des Heeresgeschichtlichen Museums Wien befindet sich ein zeitgenössisches Gemälde der Schlacht, worüber das Gnadenbild der Pötscher Madonna schwebt.

## Kopien

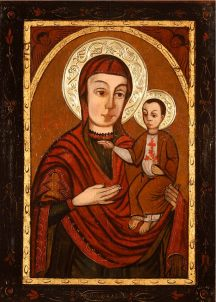
Die ebenfalls wundertätige Kopie von 1707, in Pötsch (Máriapócs)

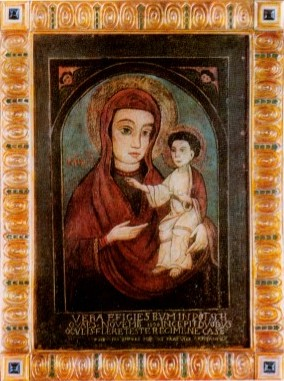
Das Kindsbacher Gnadenbild, gestiftet von einem der Augenzeugen des Pötscher Tränenflusses von 1696

### In Pötsch
Das Dorf Pötsch in Ungarn erhielt 1707 eine originalgetreue Kopie seines ehemaligen Gnadenbildes, das dort in der Basilika von Máriapócs wieder verehrt wurde und 1715 bzw. 1905 erneut Tränen weinte, während dies bei dem Original in Wien nie mehr vorkam. Beide späteren Fälle in Pötsch wurden wieder eingehend untersucht und durch eine bischöfliche Kommission ebenfalls für übernatürlich erklärt. Papst Pius XII. bekräftigte dieses Urteil nochmals in einem apostolischen Schreiben vom 25. März 1948, als er die Wallfahrtskirche zur Basilika minor erhob. Máriapócs gilt heute als Ungarisches Nationalheiligtum und als bedeutendster Wallfahrtsort des Landes.

### In Kaschau
Nachdem Kaiser Leopold I. das Bild nach Wien übertragen ließ, wurde es über Košice (Kaschau) transportiert. Die dortigen Jesuiten nutzten die Gelegenheit, um eine Kopie des Gnadenbildes anzufertigen. Somit handelt es sich um eine der ältesten Kopien (wenn nicht die Älteste) des Gnadenbildes. Sie ist im Dom von Kaschau zu sehen.

### In Gnigl
Seit 1697/98 befindet sich eine Kopie des Gnadenbild in der Gnigler Kirche bei Salzburg, sie wird dort Maria Schutz genannt, und eine lokal bedeutende Wallfahrtstradition begonnen.

### In Kindsbach
In Deutschland, in der pfälzischen Ortschaft Kindsbach, wird eine um 1700 entstandene Kopie des Wiener Gnadenbildes der Madonna von Pötsch verehrt. Hier schenkte 1704 ein österreichischer Offizier namens „D.P.H. Biot“, der Augenzeuge des Tränenflusses von 1696 war, einer örtlichen Marienkapelle dieses auf Leinen gemalte Abbild. Es trägt zusätzlich zum Original einen lateinischen Stiftervermerk, der übersetzt lautet:

„Wahre Abbildung des heiligen Muttergottesbildes von Pötsch in Ungarn, welches den 3. November 1696 angefangen hat auf beiden Augen Tränen zu vergießen. Zeuge war das K.K. Regiment Erbeville, worunter als Oberlieutenant stund D.P.H. Biot und Zeugniß gegeben hat.“

Im Gedenkbuch der Kindsbacher Pfarrkirche ist die Bild-Inschrift ebenfalls wiedergegeben und vermerkt, dass Oberleutnant Biot, vom Regiment Erbeville, der Spender des Bildes war und bei den Wunderereignissen in Pötsch selbst mit dabei gewesen sei. Bei dem Regiment Erbeville handelte es sich um österreichische Dragoner. Das Kindsbacher Bild  befindet sich heute in einem prächtigen Jugendstilrahmen auf dem Altar der dortigen Pfarrkirche „Mariä Heimsuchung“ und  gehört zu den offiziellen Wallfahrtsstätten des zuständigen  Bistums Speyer.

### Verehrung an anderen Orten
Weitere Kopien der Madonna von Pötsch befinden sich auch an vielen anderen Orten, sind oftmals mit einer regionalen Wallfahrt verbunden, haben aber meist keinen direkten Bezug zum Original bzw. zum Phänomen des Tränenflusses in Pötsch, wie das Kindsbacher Gnadenbild. Der Typus der „Pötscher Madonna“ gehört zu den häufigsten Mariendarstellungen.